# Grand Prix Ouest-France 2015
Der Grand Prix Ouest-France 2015 war die 79. Austragung dieses Radrennens und fand am 30. August 2015 statt. Das Rennen wurde an einem Sonntag, im Zeitraum der Vuelta a España, ausgetragen. Das Eintagesrennen war Teil der UCI WorldTour 2015 und innerhalb dieser das 24. von 28 Rennen. Die Gesamtdistanz des Rennens betrug 229,1 Kilometer. Es siegte der Norweger Alexander Kristoff aus der russischen Mannschaft Katusha vor dem Italiener Simone Ponzi aus der italienischen Mannschaft Southeast und dem Litauer Ramūnas Navardauskas aus der US-amerikanischen Mannschaft Cannondale-Garmin.
Für Alexander Kristoff war es der erste Sieg beim Grand Prix Ouest France. Er war der zweite norwegische Fahrer, nach Edvald Boasson Hagen (2012), der den GP Ouest France für sich entschied. Somit war es der zweite norwegische Sieg bei diesem Rennen.

## Teilnehmer

### Überblick
| 17 UCI WorldTeams AG2R La Mondiale (ALM) Astana Pro Team (AST) BMC Racing Team (BMC) Etixx-Quick Step (EQS) FDJ (FDJ) IAM Cycling (IAM) | Team Katusha (KAT) Lampre-Merida (LAM) Lotto Soudal (LTS) Movistar Team (MOV) Orica GreenEdge (OGE) Team Sky (SKY) | Team Cannondale-Garmin (TCG) Tinkoff-Saxo (TCS) Trek Factory Racing (TFR) Team Giant-Alpecin (TGA) Team Lotto NL-Jumbo (TLJ) |
| 7 UCI Professional Continental Teams Bretagne-Séché Environnement (BSE) CCC Sprandi Polkowice (CCC) Cult Energy Pro Cycling (CLT)       | Cofidis, Solutions Crédits (COF) Team Europcar (EUC) Southeast (STH)                                               | Wanty-Groupe Gobert (WGG) |

Startberechtigt waren die 17 UCI WorldTeams der Saison 2015. Zusätzlich vergab der Veranstalter Wildcards an sieben UCI Professional Continental Teams. Die 24 teilnehmenden Mannschaften traten mit jeweils acht Fahrern an, mit Ausnahme der Teams Katusha und Southeast, die nur mit jeweils sieben Fahrern starteten. Dadurch ergab sich ein Starterfeld von insgesamt 190 Fahrern aus 32 Nationen. Unter den Fahrern befanden sich neun Deutsche, zwei Österreicher und sieben Schweizer.

## Ergebnis

### UCI WorldTour
Der Grand Prix Ouest France war innerhalb der UCI WorldTour 2015 ein Rennen der 4. Kategorie. Deshalb erhielten die zehn besten Fahrer – vorausgesetzt sie fahren für ein UCI WorldTeam – Punkte für das UCI WorldTour Ranking mit folgender Punkteverteilung:
| Platzierung | 1. | 2. | 3. | 4. | 5. | 6. | 7. | 8. | 9. | 10. |
| Punkte      | 80 | 60 | 50 | 40 | 30 | 22 | 14 | 10 | 6  | 2   |

### Endstand
Von den 190 gemeldeten Fahrern gingen alle an den Start, von denen 129 im Ziel angekommen sind.
| Platz | Fahrer               | Nation | Team                         | Zeit                    | Punkte |
| ----- | -------------------- | ------ | ---------------------------- | ----------------------- | ------ |
| 01.   | Alexander Kristoff   | NOR    | Team Katusha                 | 5:31:32 h (41,462 km/h) | 80     |
| 02.   | Simone Ponzi         | ITA    | Southeast                    | gleiche Zeit            | –      |
| 03.   | Ramūnas Navardauskas | LTU    | Team Cannondale-Garmin       | gleiche Zeit            | 50     |
| 04.   | Grega Bole           | SLO    | CCC Sprandi Polkowice        | gleiche Zeit            | –      |
| 05.   | Jürgen Roelandts     | BEL    | Lotto Soudal                 | gleiche Zeit            | 30     |
| 06.   | Anthony Roux         | FRA    | FDJ                          | gleiche Zeit            | 22     |
| 07.   | Armindo Fonseca      | FRA    | Bretagne-Séché Environnement | gleiche Zeit            | –      |
| 08.   | Wouter Poels         | NED    | Team Sky                     | gleiche Zeit            | 10     |
| 09.   | Rasmus Guldhammer    | DEN    | Cult Energy Pro Cycling      | gleiche Zeit            | –      |
| 10.   | Magnus Cort Nielsen  | DEN    | Orica GreenEdge              | gleiche Zeit            | 02     |